# Église Annunziata dei Catalani de Messine
L’église Annunziata dei Catalani est une église catholique située à Messine, en Sicile.

## Situation
L'église est située le long de la via Giuseppe Garibaldi, à peu de distance au sud de la cathédrale de Messine.

## Histoire
La construction de l'église débute dans la seconde moitié du XIIe siècle (abside, transept, coupole) et s'achève au début du siècle suivant (façade et porches), après un tremblement de terre. Il semblerait que les constructeurs de l'église aient intégré à sa construction des éléments (colonnes) provenant d'un antique temple de Neptune.

## Architecture
L'église présente un plan typique de la fin de l'architecture normande en Sicile : plan basilical à trois nefs, avec une séparation nette entre l'espace de l'assemblée et le chœur. Le transept, orné de marqueteries blanches et noires, est surmonté d'une coupole qui repose sur un tambour cylindrique aux arcatures aveugles.
Les murs extérieurs sont également ornés d'arcatures aveugles reposant sur des colonnettes, et de décorations géométriques polychromes. Deux absides sont construites dans le chevet, la troisième, au centre, est en saillie.